# Romain Esse
Romain Joy Kouakou Esse (Lambeth, 13 mei 2005) is een Frans voetballer die bij voorkeur als offensieve middenvelder speelt. Hij tekende in 2025 voor Crystal Palace.

## Clubcarrière
Esse speelde acht jaar in de jeugdopleiding van Millwall. Op 26 december 2022 debuteerde hij in de Championship tegen Watford. In januari 2023 tekende hij zijn eerste profcontract. Op 18 januari 2025 tekende hij een contract tot 2030 bij Crystal Palace, dat omgerekend 14,2 miljoen euro betaalde voor de middenvelder.